# Xinzhou
Xinzhou, antigament Xiurong (秀荣), és una ciutat a nivell de prefectura que ocupa la secció centre-nord de la província de Shanxi a la República Popular de la Xina. Limita amb Hebei a l'est, Shaanxi a l'oest i Mongòlia Interior al nord-oest.
Segons el cens nacional del 2020, la ciutat-prefectura tenia 2.689.700 habitants, dels quals 1.446.400 vivien a l'àrea urbanitzada. En contrast amb l'anterior cens fet l'any 2000, hi ha un descens de 378.000 habitants (-12,32%, o -1,31% anual). Xinzhou és la vuitena ciutat en població de Shanxi. La taxa d'analfabetisme de Xinzhou és del 2,39%, una disminució de l'1,13% des del 2010. La proporció de sexes de Xinzhou és de 106:100 (106 homes per cada 100 dones).

## Clima
Xinzhou té un clima semiàrid continental, influït pel monsó (Köppen BSk), amb hiverns freds, molt secs i una mica llargs, i estius càlids i una mica humits. La temperatura mitjana mensual de 24 hores oscil·la entre -9,1 °C al gener i 22,8 °C al juliol, i la mitjana anual és de 8,51 °C. Tipificant la influència del monsó d'Àsia oriental, prop de les tres quartes parts dels 428 mil·límetres anuals de precipitació es produeixen de juny a setembre.